# Wie Licht schmeckt
Wie Licht schmeckt ist ein Filmdrama des Regisseurs Maurus vom Scheidt aus dem Jahr 2006. Die Literaturverfilmung basiert auf dem gleichnamigen Roman des Schriftstellers Friedrich Ani. In der Hauptrolle verkörpert Leo Zirner den vierzehnjährigen Lukas, der sich in eine blinde Kellnerin verliebt.

## Handlung
Der eher introvertierte Lukas lebt in der bayrischen Landeshauptstadt München. Er wächst mit den typischen Problemen eines Vierzehnjährigen heran, der mit seinen Eltern kaum noch etwas anzufangen weiß. Selbst sein Opa, zu dem er früher immer innigen Kontakt hatte, versteht ihn nicht mehr richtig und schenkt ihm zu seinem Geburtstag aus Desinteresse einfach Geld. Das alles ärgert Lukas; umso mehr genießt er die Feier zu seinem vierzehnten Geburtstag in vollen Zügen.
Weil er sich so sehr auf dieses Ereignis gefreut hat, feiert er seinen Ehrentag gleich volle drei Tage lang in seiner Heimatstadt. Während eines Restaurantbesuches lernt er die siebzehnjährige, blinde Kellnerin Sonja kennen, die ihre berufliche Tätigkeit trotz ihrer Einschränkung sehr gut meistert. Lediglich die Sonne bzw. das Tageslicht, hat sie noch nie gesehen. Lukas, der sich Hals über Kopf in sie verliebt hat, beschließt, ihr zu zeigen, dass man das Licht, welches sie noch nie gesehen hat, auch schmecken kann.
Die blinde Sonja lehrt Lukas, auf Feinheiten zu achten, die im normalen Tagesgeschehen eines Sehenden untergehen. Beispielsweise auf leise Geräusche zu achten, oder Dinge zu ertasten und daraus den Kontext abzuleiten, in dem diese Dinge vorkommen und was sie dort für eine Bedeutung haben. Lukas erkennt, dass ihm diese Betrachtungsweise seiner Umgebung bisher entgangen ist. Er beginnt, mehr Feingefühl für seine Umgebung zu entwickeln und auf Dinge zu achten, denen er früher keine besondere Beachtung widmete.
Im weiteren Verlauf der Handlung finden sich Lukas und Sonja im schwachen Schein der untergehenden Sonne auf Münchens Prachtstraße Maximilianstraße wieder, in der die beiden gemeinsam das „Licht der Sonne schmecken“.

## Produktionsnotizen
Der Film kam am 6. Juli 2006 in die deutschen Kinos. Der Drehort war München.

## Kritiken
„Inszenatorisch weitgehend enttäuschend, beeindruckt allenfalls die souverän spielende Hauptdarstellerin.“

Die Deutsche Film- und Medienbewertung FBW in Wiesbaden verlieh dem Film das Prädikat wertvoll.